# Apodrosus adustus
Apodrosus adustus (лат.) — вид жуков-долгоносиков из подсемейства Entiminae (Polydrusini). Название происходит от латинского термина adustus, который означает «коричневый, загорелый, смуглый», что соответствует равномерной коричневой окраске.

## Распространение
Северная Америка: Багамские острова.

## Описание
Жуки-долгоносики мелких размеров, длина тела от 4,0 до 4,5 мм. От близких видов (Apodrosus empherefasciatus) отличается его более или менее однородной коричневой окраской. Форма тела вытянутая, длина в 2,5 раза больше ширины. Рострум немного шире своей длины (в 1,2 раза). Основная окраска коричневая. Крылья и плечевые бугры развиты. Усики 12-члениковые. Нижнечелюстные щупики 3-члениковые, нижнегубные щупики состоят из трёх сегментов. Вид был впервые описан в 2010 году в ходе родовой ревизии, проведённой пуэрто-риканскими энтомологами Jennifer C. Girón и Nico M. Franz (Department of Biology, Университет Пуэрто-Рико, Маягуэс, Пуэрто-Рико).